# František Dryje
František Dryje (* 9. října 1951 Praha) je český básník, prozaik a esejista hlásící se k surrealismu.
Vystudoval Právnickou fakultu Univerzity Karlovy v Praze.
Od roku 1979 je členem Surrealistické skupiny v Československu, od 1994 šéfredaktorem surrealistické revue Analogon. Publikoval v samizdatu, časopisecky doma i v zahraničí. Po r. 1990 vydal básnické sbírky, několik knih esejů; autorsky a editorsky se podílel na monografiích a básnických výborech členů skupiny a na několika skupinových antologiích.

### Básnické sbírky
- Požíraný druh (1994)
- Mrdat (1998)
- Šalamounův hadr (2002)
- Druhé Desatero (2004)
- Vlci (2010)
- Ach! (angažovaná poezie A. D. 2013) (2013)
- Locus debilis (2014)
- Nebe - peklo - já (2018)
- Muriel vrtá mrtvou hlavu (2023)
- Proflákaný čas (2025)

### Básně a jiné
- Devět způsobů jak přijít o rozum (2012) - drobné texty v próze i poezii od konce 70. let[2]
- Princip imaginace (2016) - et al., sborník esejů, anket, básní, obrazů a experimentací
- Velký antimasturbátor (2018) - s přílohou básní-pamfletů obnažující některá nehezká místa na těle soudobé české literární kritiky a kunsthistorie

### Ostatní tvorba
- Muchomůr - génius noci (1997)
- Letenka do noci (2004) - antologie
- Surrealismus není Umění (2005)
- Eva Švankmajerová (2006) - katalog k výstavě Eva Švankmajerová Deník 1963-2005 v Galerii Václava Špály [3]
- Jiný vzduch (2012) et al.
- Večery Analogonu aneb Surrealistická abeceda (2014) et al.
- Surrealismus vžitný (2016)